# 함양제일고등학교
함양제일고등학교(咸陽第一高等學校)는 대한민국 경상남도 함양군 함양읍 교산리에 있는 공립 고등학교이다.

## 학교 연혁
- 1951년 9월 25일 : 함양농업고등학교로 개교 (농업과 3학급)
- 1967년 12월 12일 : 함양종합고등학교로 개편, 보통과 증설
- 1989년 10월 12일 : 함양실업고등학교로 개편. 상업과, 정보처리과 증설. 보통과 폐과
- 1999년 3월 1일 : 함양제일고등학교로 교명 변경
- 2009년 8월 14일 : 특성화고등학교 지정
- 2009년 8월 14일 : 조경토목과 2학급, 골프관리과 1학급 승인
- 2015년 3월 1일 : 특수학급 1학급 증설(계 3학급)
- 2018년 3월 1일 : 농업과(1), 조경토목과(6), 골프관리과(2), 전기과(1), 전자과(5), 경영정보과(3) (계 18학급)
- 2021년 2월 10일 : 제69회 졸업생 101명(누계 16,088명)
- 2021년 9월 1일 : 제27대 정병주 교장 취임

## 설치 학과
- 농업과
- 경영정보과
- 전기과
- 전자과
- 조경토목과

## 참고 자료
- 함양제일고등학교 - 한국교육학술정보원 학교알리미